# فلوريد الإتريوم الثلاثي
فلوريد الإتريوم الثلاثي هو مركب كيميائي غير عضوي من عنصري الإتريوم والفلور؛ له الصيغة الكيميائية YF3؛ ولم يعرف في الطبيعة بشكله النقي.
تحتوي معادن الفلوريد بشكل جوهري على الإتريوم تتضمن التفيتايت (Y) (Y,Na)6Ca6Ca6F42 والجاجارينيت (Y) NaCaY(F,Cl)6 . في بعض الأحيان يحتوي معدن الفلوريت على مضافات من الإتريوم .

## تحضيره
يمكن أن ينتج فلوريد الإتريوم الثلاثي من تفاعل الفلور مع اليتريا أو هيدروكسيد الإتريوم وحمض الهيدروفلوريك
{\displaystyle \mathrm {Y(OH)_{3}+3\ HF\longrightarrow YF_{3}+3\ H_{2}O} }

## الاستخدامات
يمكن أن يستخدم فلوريد الإتريوم الثلاثي لإنتاج معدن الإتريوم، الأفلام الرقيقة، الزجاج والخزف.

## المخاطر
الظروف/المواد التي يتمّ تجنبها هي: الأحماض، المعادن النشطة والرطوبة.